# Juan Pablo I
Juan Pablo I (en latín: Ioannes Paulus PP. I), de nombre secular Albino Luciani (Canale d'Agordo, 17 de octubre de 1912-Ciudad del Vaticano, 28 de septiembre de 1978), fue el 263.er papa de la Iglesia católica y el quinto soberano de la Ciudad del Vaticano desde el 26 de agosto de 1978 hasta su muerte, ocurrida treinta y tres días después. Su pontificado fue uno de los más breves de la historia, dando lugar al más reciente año de los tres papas. Fue el primer papa nacido en el siglo XX y también el último en morir en dicho siglo. Asimismo es el último pontífice italiano hasta la fecha tras una larga sucesión ininterrumpida de papas italianos a lo largo de más de cuatro siglos, iniciada con Clemente VII en 1523. Fue beatificado en 2022 durante el papado de Francisco.
Antes de celebrarse el cónclave que lo eligió, expresó su deseo de no ser elegido, confesando a aquellos más cercanos a él que renunciaría al papado si era elegido; pero cuando fue elegido por los cardenales, se sintió obligado a aceptar. Fue el primer papa que eligió un nombre papal compuesto, «Juan Pablo», en honor a sus dos predecesores inmediatos, Juan XXIII y Pablo VI. Explicó que quiso homenajear a ambos al sentirse agradecido y en deuda con ellos por haberle nombrado obispo y cardenal, respectivamente.
Sus dos sucesores, Juan Pablo II y Benedicto XVI, han recordado su actitud cercana, amable y cariñosa en múltiples ocasiones. En Italia es recordado con los apelativos de «Il Papa del Sorriso» («el papa de la sonrisa») e «Il Sorriso di Dio» («la sonrisa de Dios»). La revista Time y otras publicaciones se refirieron a él como «The September Pope» («el papa de septiembre»).
Fue declarado siervo de Dios, el primer paso en el camino a la santidad, el 23 de noviembre de 2003, por Juan Pablo II. El papa Francisco confirmó su virtud heroica el 8 de noviembre de 2017 y le proclamó venerable. En octubre de 2021 se anunció que sería beatificado, tras confirmarse la atribución a su intercesión en la curación milagrosa de una niña de Argentina. La beatificación tuvo lugar el 4 de septiembre de 2022 en la plaza de San Pedro.

## Biografía

### Infancia

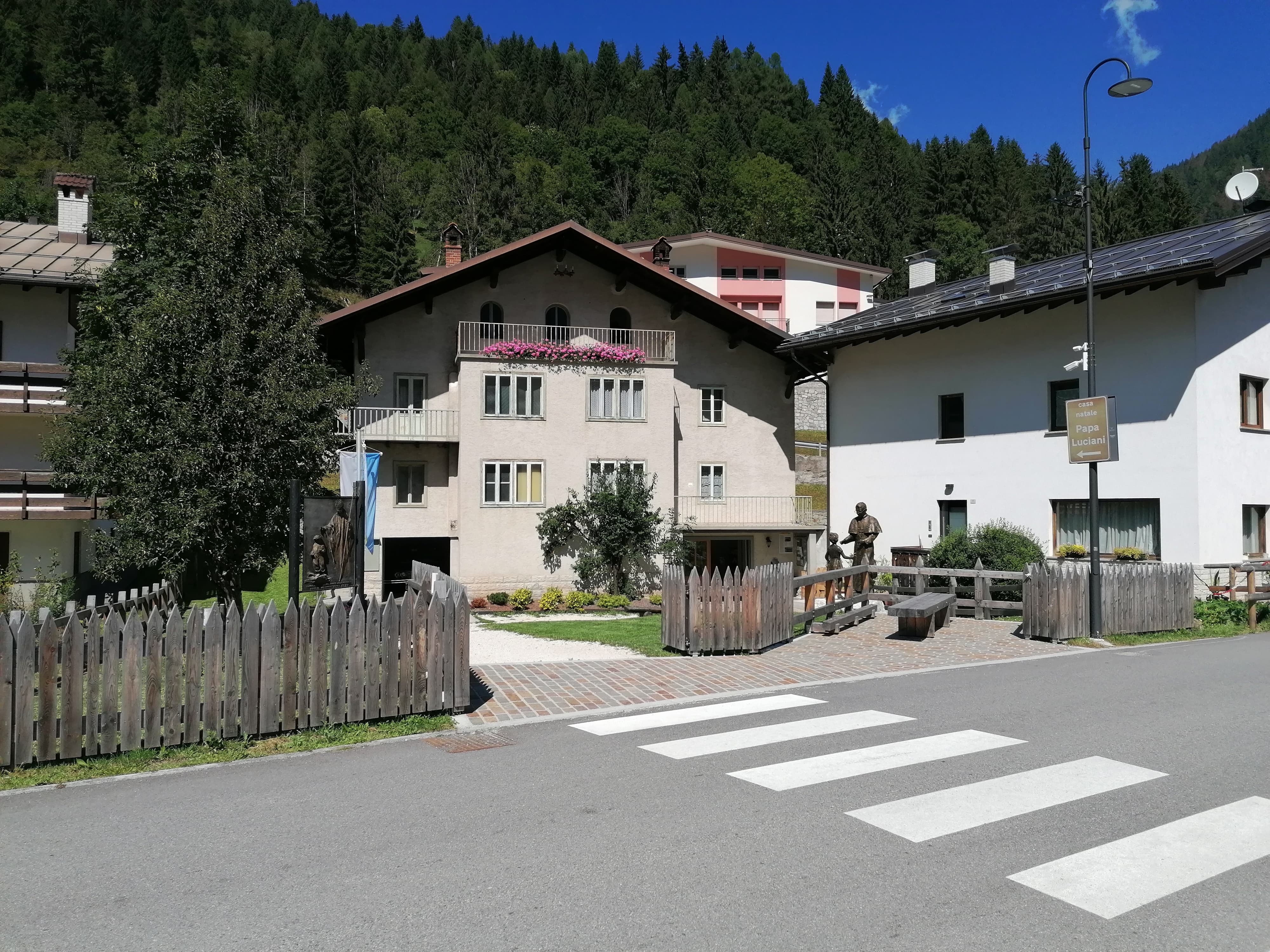
Casa natal de Albino Luciani.

Albino Luciani nació en la pequeña localidad italiana de Forno di Canale, Belluno (llamada Canale d'Agordo a partir de 1964) el 17 de octubre de 1912. Hijo de Giovanni Luciani, un albañil, y Bortola Tancon. Fue bautizado por la matrona que ayudó en el parto, ya que se temía por su muerte. Su bautismo fue formalizado dos días después por el párroco del pueblo, Achille Ronzon. 
Fue el mayor de cuatro hermanos del matrimonio Luciani; los otros hermanos fueron Eduardo, Antonia (Nina) y Federico, que falleció a corta edad.  La familia de Luciani, de origen humilde, pasó penurias durante la Primera Guerra Mundial.
Cuando tenía seis años, recibió el sacramento de la confirmación de manos del obispo Giosuè Cattarossi. A los diez años, su madre murió y su padre contrajo segundas nupcias con una mujer de gran devoción; fue entonces cuando nació su vocación sacerdotal, según él declaró, gracias a la predicación de un fraile capuchino. 

En toda esta semana, los periodistas han hablado de la pobreza de mi infancia. Pero ninguno podría llegar a sospechar jamás el hambre que yo he conocido.
Albino Luciani

### Primera etapa de su vida sacerdotal

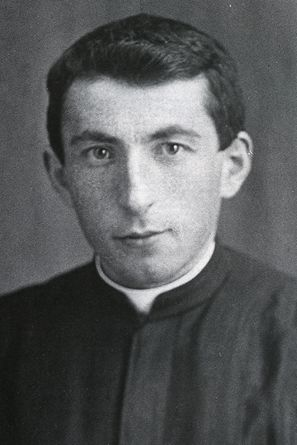
Albino Luciani en 1932.

En 1923, ingresó en el seminario menor de la localidad de  Feltre. El novicio Luciani leyó todos los libros del seminario, aunque más importante todavía era la capacidad que tenía para recordar absolutamente todo lo que leía. En los veranos, el joven seminarista regresaba a su hogar y se dedicaba a trabajar en el campo. 
En 1928, marchó al Seminario Gregoriano de Belluno, donde fue ordenado subdiácono en 1934, diácono en febrero de 1935 y finalmente presbítero el 7 de julio del mismo año en la iglesia de San Pedro en Belluno. Dos días después, fue nombrado cura capellán de su ciudad natal; meses más tarde fue transferido, como profesor de religión del Instituto Técnico de Mineros de Agordo. En 1937 fue nombrado vicerrector del Seminario Gregoriano de Belluno, cargo que ocupó hasta 1947. Entre otras materias, dio clases de teología dogmática y moral, Derecho Canónico y arte religioso.
En 1941, Luciani comenzó a estudiar para obtener un doctorado en teología negativa por la Pontificia Universidad Gregoriana, que requería un año de estancia en Roma. Sin embargo, sus superiores en el seminario querían que continuase dando clases durante sus estudios, lo que consiguió mediante una dispensa concedida por Pío XII el 27 de marzo de 1941. Su tesis, El origen del alma humana según Antonio Rosmini, se oponía frontalmente a la teología de Rosmini, y le proporcionó su doctorado magna cum laude. Tenía la virtud, lo que se ve reflejado en su tesis, de explicar en forma simple los conceptos más complicados. Es en estos años donde Luciani empieza  a interesarse por los escritos de Rosmini.

### Vida de 1947 a 1958
En 1947, fue nombrado vicario general de la diócesis de Belluno por el obispo Girolamo Bortignon. Dos años más tarde, en 1949, fue nombrado director de la oficina de catequesis de la diócesis.
El 15 de diciembre de 1958, fue nombrado obispo de la diócesis de Vittorio Veneto por Juan XXIII y consagrado como tal en la basílica de San Pedro, por el mismo papa, el 27 de diciembre de ese año.

### Episcopado

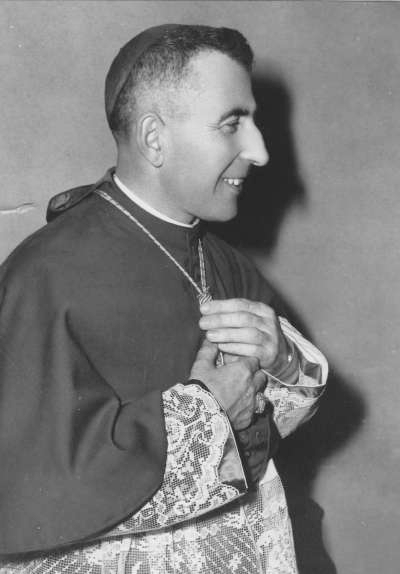
Albino Luciani, obispo de la diócesis de Vittorio Veneto, en 1959.

Tomó posesión de la diócesis de Vittorio Veneto el 11 de enero de 1959. Durante 11 años, ejerció su ministerio en esta diócesis, realizando su primera visita pastoral el 17 de junio de 1959. Se tomó su papel de obispo muy en serio: los sacerdotes de su diócesis no necesitaban pedir cita previa, pues, sacerdote que llegaba, sacerdote que era recibido. Dijo un sacerdote de la época del obispado de Luciani: «Era como si tuviéramos nuestro papa  personal. En la mesa de Luciani siempre había dos o tres sacerdotes. Era un hombre que no podía dejar de darse, pues solía visitar a los enfermos y a las personas con discapacidad: en los hospitales, vivían en un estado de sobresalto , ya que nunca se sabía si el obispo se presentaba. Se subía a su bicicleta, se acercaba a los hospitales y recorría las salas; también visitaba a los curas de las montañas para tratar los problemas específicos de su localidad».

Estoy pensando en estos días que conmigo el Señor actúa un viejo sistema suyo: toma a los pequeños del fango de la calle y los pone en alto; toma a la gente de los campos, de las redes del mar, del lago, y hace de ellos apóstoles. Es su viejo sistema. Ciertas cosas el Señor no quiere escribirlas ni en el bronce, ni en el mármol, sino hasta en el polvo, de modo que, si queda la escritura sin descompaginarse, sin dispersarse por el viento, esté bien claro que todo es obra y todo es mérito solamente del Señor (...). En este polvo, el Señor ha escrito la dignidad episcopal de la ilustre diócesis de Vittorio Veneto.
De la homilía pronunciada el 4 de enero de 1959

En 1962, asistió a la apertura del Concilio Vaticano II en Roma; estaría presente en cuatro de las sesiones de dicho concilio.

### Cardenal y patriarca de Venecia

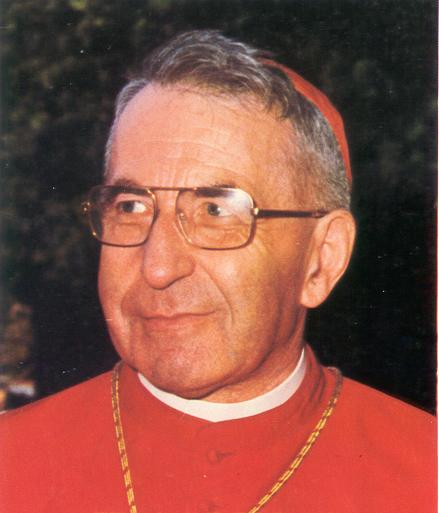
Albino Luciani, patriarca de Venecia, en 1969.

El 15 de diciembre de 1969, Pablo VI lo nombró patriarca de Venecia, sucediendo a Giovanni Urbani. Tomó posesión del cargo el 3 de febrero de 1970. El mismo Pablo VI lo elevó a la dignidad cardenalicia el 5 de marzo de 1973. En su primer ángelus tras ser nombrado papa, recordó la vergüenza que había pasado cuando san Pablo VI se quitó su propia estola y se la colocó a él sobre los hombros:

Pero el papa Pablo, no sólo me ha hecho cardenal, sino que algunos meses antes, sobre el estrado de la plaza de San Marcos, me hizo poner completamente colorado ante veinte mil personas, porque se quitó la estola y me la puso sobre los hombros. Jamás me he puesto tan rojo.
Ángelus del 27 de agosto de 1978

## Pontificado

### Elección
Luciani fue elegido en la cuarta votación del cónclave de agosto de 1978, un cónclave inusualmente breve, el segundo más corto del siglo XX tras el de 1939. El cardenal protodiácono Pericle Felici fue el encargado de anunciar la decisión del Colegio cardenalicio de elegir al patriarca de Venecia, Albino Luciani, como el 263° (ducentésimo sexagésimo tercer) papa de la Iglesia Católica, el 26 de agosto de 1978, siendo así el tercer Patriarca de Venecia en ser nombrado papa, tras Giuseppe Melchiore Sarto (elegido como Pío X en 1903) y Angelo Giuseppe Roncalli (elegido como Juan XXIII en 1958). Escogió el nombre de Juan Pablo, convirtiéndose en el primer papa de la historia con un nombre compuesto, gesto con el que pretendía honrar a sus dos predecesores, Juan XXIII, que le nombró obispo, y Pablo VI, que le nombró patriarca de Venecia y cardenal. También fue el primer papa en usar el ordinal "primero" en su nombre.
Se llegó a pensar que su elección fue debida a la división entre miembros de distinta ideología dentro del Colegio cardenalicio:
- Los conservadores y curialistas apoyaban al cardenal Giuseppe Siri, que defendía una interpretación más conservadora o incluso una corrección de las reformas del Concilio Vaticano II. En los círculos sedevacantistas existe la opinión de que Siri fue elegido en el cónclave de 1958 y que incluso escogió el nombre de Gregorio XVII para su pontificado,[15] pero fue obligado a renunciar a la elección debido a las represalias que podría generar al otro lado del Telón de Acero.[16]
- Los que defendían una interpretación más liberal de las reformas del Vaticano II, y otros cardenales italianos, apoyaban al cardenal Giovanni Benelli, pero no obtuvo los votos suficientes por sus tendencias "autocráticas".

Entre los cardenales procedentes de fuera de Italia, en un Colegio cardenalicio cada vez más internacionalista, había figuras como la del cardenal Karol Wojtyła. En los días posteriores al cónclave, los cardenales declararon con satisfacción que habían elegido al "candidato de Dios". El cardenal argentino Eduardo Pironio declaró: «Hemos sido testigos de un milagro moral». La Madre Teresa dijo: «Ha sido el mejor regalo de Dios, un rayo de sol del amor de Dios que brilla en la oscuridad del mundo».

### Programa de reformas

#### Humanización del papado

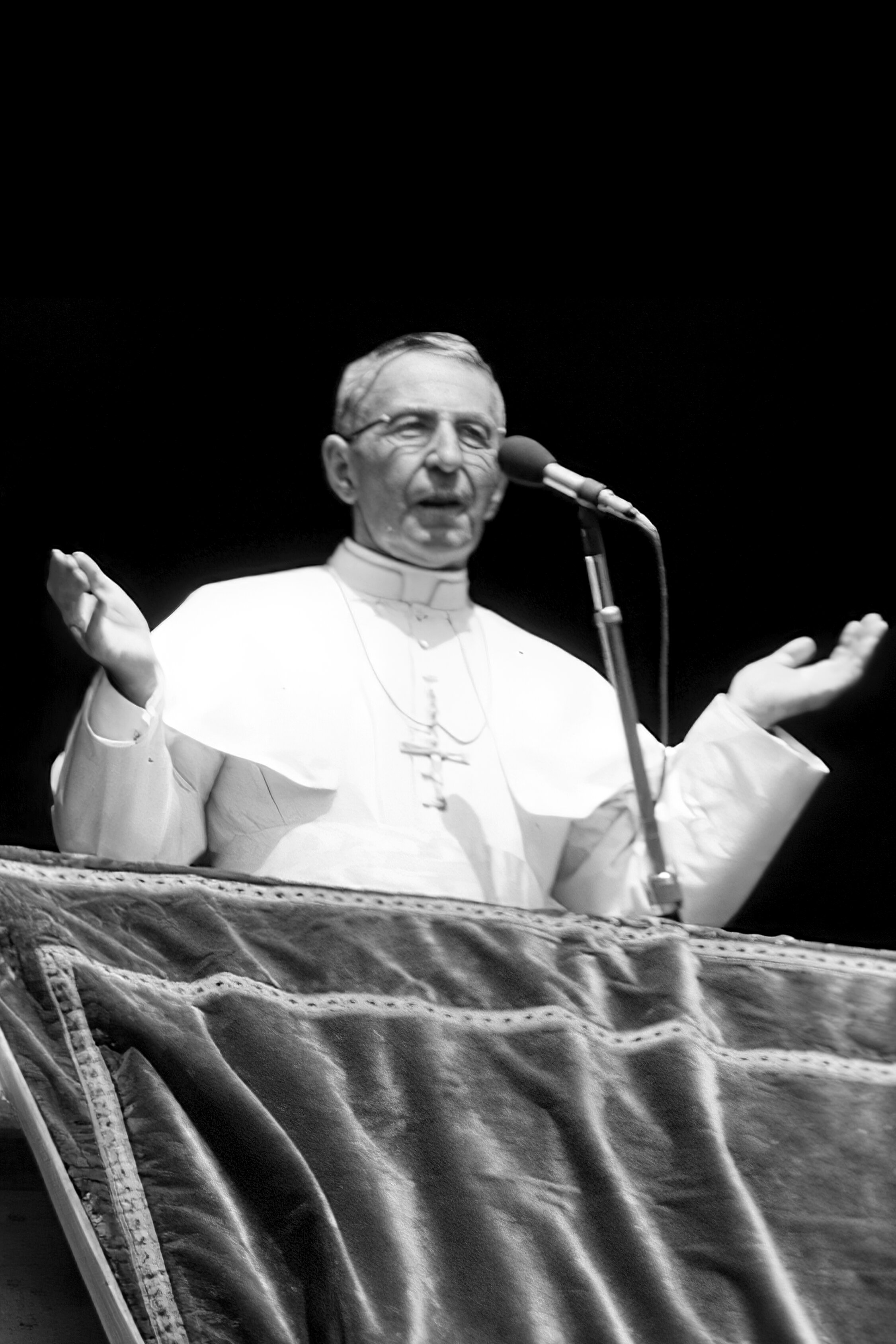
Juan Pablo I fotografiado desde la ventana de su estudio del Palacio Apostólico, durante un discurso del Ángelus

Tras su elección, Juan Pablo I tomó una serie de decisiones que hicieran "más humano" al papa, admitiendo públicamente que se ruborizó cuando Pablo VI le nombró patriarca de Venecia. Fue el primer papa moderno en hablar en singular utilizando "yo" en lugar del plural mayestático, aunque las grabaciones oficiales de sus discursos fueron reescritas de un modo más formal por algunos de sus ayudantes más tradicionalistas, que reincorporaron el plural mayestático en notas de prensa y en las noticias de L'Osservatore Romano. También fue el primero en rechazar la silla gestatoria, hasta que le convencieron de que era necesaria para que pudiera ser visto por los fieles.
Juan Pablo I eligió como lema de su papado la expresión latina Humilitas ("humildad"), lo que se reflejó en su polémico rechazo de la coronación y de la tiara papal en la ceremonia de entronización, sustituyéndola por una simple investidura en contra de lo prescrito por la Constitución Apostólica Romano Pontifici Eligendo, promulgada por Pablo VI en 1975.
Una de sus declaraciones, de gran repercusión en la prensa, fue: «Dios es Padre, y más aún, es madre», refiriéndose a Isaías, que compara a Dios con una madre que no olvida a su hijo Sion. El papa realizó este comentario durante su ángelus del 10 de septiembre de 1978, en el que también pidió que se rezase por los Acuerdos de Camp David.

#### Encíclica sobre la devolución
Juan Pablo I tenía planeado promulgar una encíclica para consolidar las reformas del Concilio Vaticano II, que calificó como "un extraordinario acontecimiento de gran alcance histórico y de crecimiento para la Iglesia", y para reforzar la disciplina de la Iglesia en la vida de los cargos eclesiásticos y de los fieles. Como reformista, también lanzó algunas iniciativas como la devolución del 1% de los ingresos de cada iglesia para destinarlo a las iglesias del Tercer mundo. La visita del dictador Jorge Rafael Videla, presidente de Argentina, a la Ciudad del Vaticano, también causó gran controversia, especialmente cuando el papa le recordó las violaciones a los derechos humanos ocurridas en Argentina durante la llamada guerra sucia.

#### Teología moral
El periodista John L. Allen afirma que: «Es casi seguro que Juan Pablo I no habría revertido las enseñanzas de Pablo VI, sobre todo porque no era un radical doctrinal. Además, como patriarca de Venecia, algunos han visto un endurecimiento de su postura en temas sociales con el paso de los años. No obstante, "es razonable suponer que Juan Pablo I no hubiera insistido en el juicio negativo en la Humanae Vitae tan agresiva y públicamente como Juan Pablo II lo hizo, y probablemente no lo habría entendido como una enseñanza casi infalible. Hubiera seguido siendo una cuestión más "abierta"». Según las versiones, mientras que como patriarca de Venecia, "Luciani era intransigente con su defensa de la enseñanza de la Iglesia y severo con aquellos que por orgullo intelectual y desobediencia no hacían caso de la prohibición de la Iglesia sobre la anticoncepción", aunque sin condenar el pecado, era tolerante con aquellos que sinceramente han intentado y han fracasado el vivir de acuerdo con las enseñanzas de la Iglesia".

### Personalidad
Juan Pablo I era considerado un hábil comunicador y escritor, incluso publicó algunos escritos. Su libro Illustrissimi, que escribió cuando era cardenal, consiste en una serie de cartas dirigidas a un gran número de personajes históricos y ficticios. Entre ellas están las cartas dirigidas a Jesús, al rey David, al barbero Fígaro, a la emperatriz María Teresa y a Pinocho. Otras están dirigidas a Mark Twain, Charles Dickens y Christopher Marlowe.
Juan Pablo I enseguida sorprendió con su simpatía y calidez personal. Hay voces que dicen que dentro del Vaticano era visto como un simple intelectual inconsciente de las grandes responsabilidades del papado, aunque David Yallop, autor del libro In God's Name (En nombre de Dios, en el que defiende la teoría de que Juan Pablo I fue asesinado), sostiene que estas voces son solo el resultado de una campaña lanzada por gente del Vaticano que se oponía a las políticas de Luciani. En palabras del escritor John Cornwell, "fue tratado con condescendencia"; un alto clérigo, hablando sobre Luciani, llegó a decir: «Han elegido a Peter Sellers». Los críticos comparaban sus discursos, con menciones a Pinocho, con los discursos más intelectuales de Pío XII y Pablo VI. Sus visitantes hablaban de su soledad y aislamiento, y del hecho de que fuera el primer papa en décadas en no tener un papel diplomático —como Juan XXIII o Pío XI— o curial —como Pío XII o Pablo VI— dentro de la Iglesia.
Su impacto personal, sin embargo, fue doble: su imagen de hombre amable, cercano y bondadoso enseguida cautivó al mundo entero. Esta imagen fue formada inmediatamente después de aparecer en el balcón de la plaza de San Pedro después de su elección. Su presencia cordial le hizo una figura muy querida ya antes de empezar a hablar, en particular entre la prensa. También era un hábil orador. Mientras que Pablo VI hablaba como si estuviese exponiendo una tesis doctoral, Juan Pablo I producía amabilidad, cercanía e incluso risa.
Según sus ayudantes, no era el ingenuo idealista que sus críticos hicieron ver. Según el cardenal Giuseppe Caprio, Juan Pablo I aceptó su cargo y se dispuso a ejercerlo con confianza.
Juan Pablo I fue el primer papa que admitió que la perspectiva del papado le había intimidado tanto que otros cardenales tuvieron que animarle a aceptar. Rechazó la milenaria tradición de la coronación papal y también la tiara. En su lugar, optó por una simple misa de inauguración. En su notable ángelus del 27 de agosto de 1978, el primer día completo de su pontificado, impresionó al mundo con su simpatía natural.

## Muerte

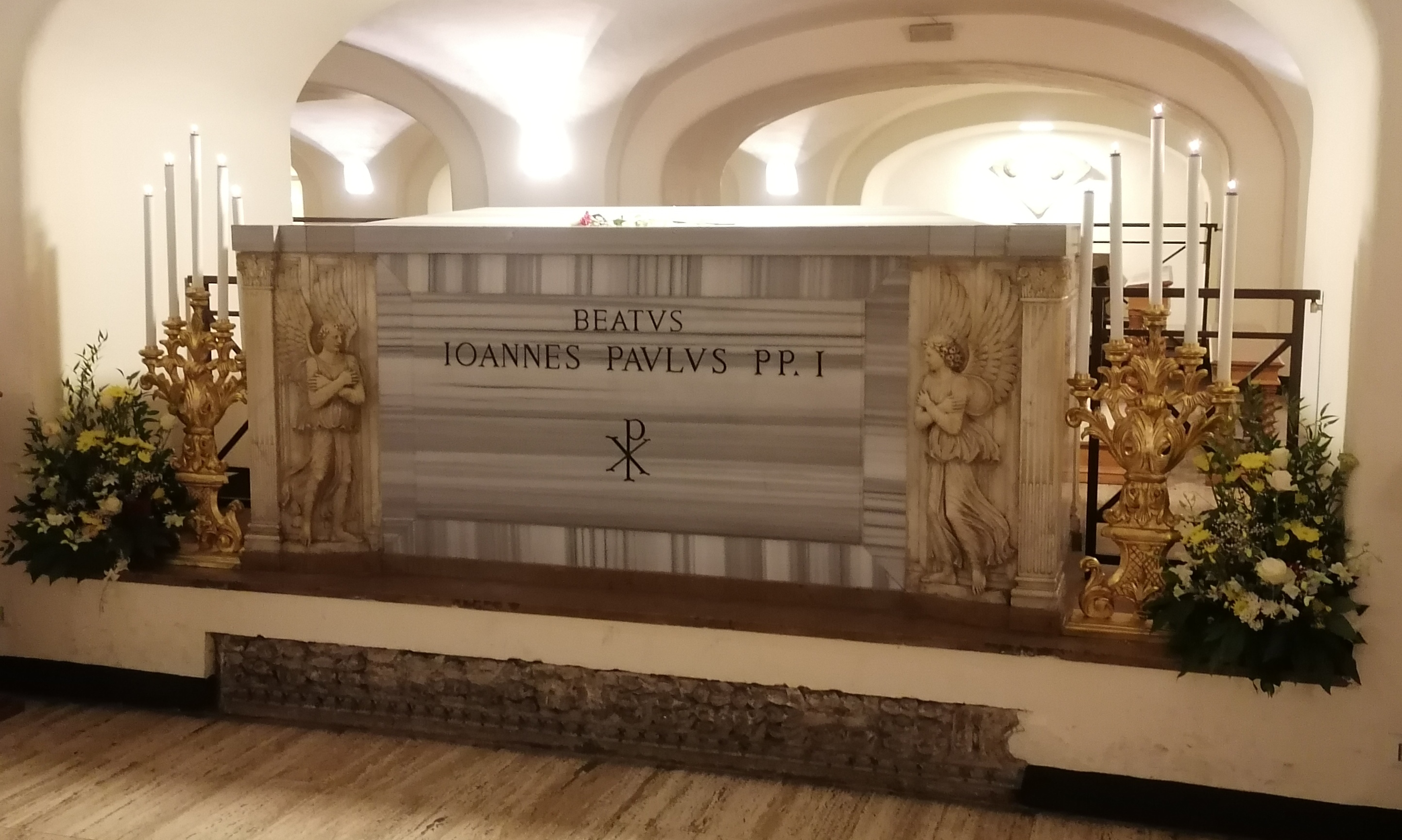
Tumba de Juan Pablo I en las grutas vaticanas.

Juan Pablo I fue encontrado muerto en su cama poco antes del amanecer del 29 de septiembre de 1978, treinta y tres días después de su elección. Según las fuentes oficiales, el papa, de sesenta y cinco años, murió de un infarto.
Su muerte alimentó toda clase de teorías de conspiración.
Según la reconstrucción de los hechos presentada por la escritora Stefania Falasca en su libro Papa Luciani, Crónica de una muerte, Juan Pablo I se había quejado de dolores en el pecho horas antes de su muerte, así como durante la noche anterior, pero no les prestó atención y ordenó no llamar a su médico. La investigación oficial de la Santa Sede confirmó que el pontífice murió de un ataque cardíaco en las últimas horas de la tarde del 28 de septiembre.
Margherita Marin, una de las dos hermanas que encontraron muerto al papa, contó que Juan Pablo I había adoptado la costumbre de tomarse un café por las mañanas en la sacristía y después acudir a rezar a la capilla antes de ocuparse de los asuntos diarios. A las 5:15 am del 29 de septiembre, la hermana Vincenza Taffarel había dejado servido el café matutino del papa en la sacristía. Horas más tarde, al ver que Juan Pablo I no se lo había tomado, fue a buscarlo a su dormitorio, donde lo encontró muerto. Inmediatamente llamó a Marin, quien también entró en la habitación.
En su testimonio, Marin recordó que las manos de Juan Pablo I estaban frías y que le llamó la atención la oscuridad de sus uñas. También afirmó que el papa "estaba en la cama con una leve sonrisa en su rostro", aun llevaba puestas sus gafas y tenía unas hojas en su mano.
A diferencia de lo que muchos reportajes aseguran, el cadáver fue inspeccionado por los médicos encargados de su embalsamamiento, a fin de determinar la causa de la muerte. El 9 de octubre de 1979, Renato Buzzonetti, uno de los embalsamadores, envió un informe detallado al cardenal secretario de Estado Agostino Casaroli, asegurando que los dolores que Juan Pablo I había experimentado horas antes de morir eran compatibles con un infarto.
Pietro Parolin habló sobre las diversas conspiraciones en torno al fallecimiento del pontífice, describiéndolas como "reconstrucciones noir"; y que su repentina muerte, sumada a otros hechos como un error en los informes del Vaticano, que aseguraban que fueron los secretarios del papa quienes lo encontraron muerto en vez de la hermana Vincenza Taffarel, y la tradición de no realizar una autopsia a los cuerpos de los pontífices, alimentó "una miríada de teorías, sospechas y suposiciones basadas en opiniones más que en hechos".
El cuerpo de Juan Pablo I reposa en las grutas vaticanas desde el 4 de octubre de 1978.

## Legado
Juan Pablo I fue el primer papa en suprimir la coronación papal, y también el primero en elegir un nombre compuesto (Juan Pablo). Su sucesor, el cardenal Karol Wojtyła, escogió el mismo nombre en su honor.

### Juan Pablo II sobre su predecesor
El cardenal Karol Wojtyła fue elegido sucesor de Juan Pablo I como papa el 16 de octubre de 1978. Al día siguiente celebró una misa con el Colegio Cardenalicio en la Capilla Sixtina. Tras la misa, dio su primera bendición Urbi et orbi, que fue transmitida por radio al mundo entero. En ella prometió fidelidad al Concilio Vaticano II y rindió homenaje a su predecesor:

¿Y qué diremos de Juan Pablo I? Apenas ayer salió de nuestras filas para vestir el no pequeño peso del manto papal; pero ¡qué llama de caridad, qué "oleada de amor" —como él deseó para el mundo en su última alocución dominical, antes del Ángelus— salieron de él en los pocos días de su ministerio! Lo confirman también sus sabias lecciones catequéticas, dirigidas a los fieles en las audiencias públicas, sobre la fe, la esperanza y la caridad.
Primer mensaje radiofónico Urbi et orbi de Juan Pablo II, el 17 de octubre de 1978

### Inicio del proceso de canonización

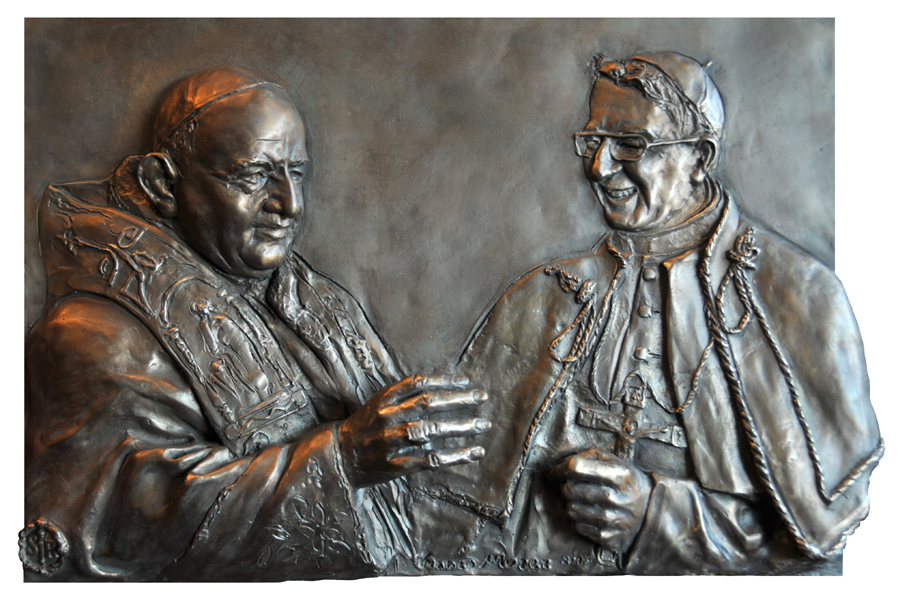
Panel de bronce que representa a los papas Juan XXIII y Juan Pablo I en diálogo. El trabajo fue creado por el escultor italiano Franco Murer.

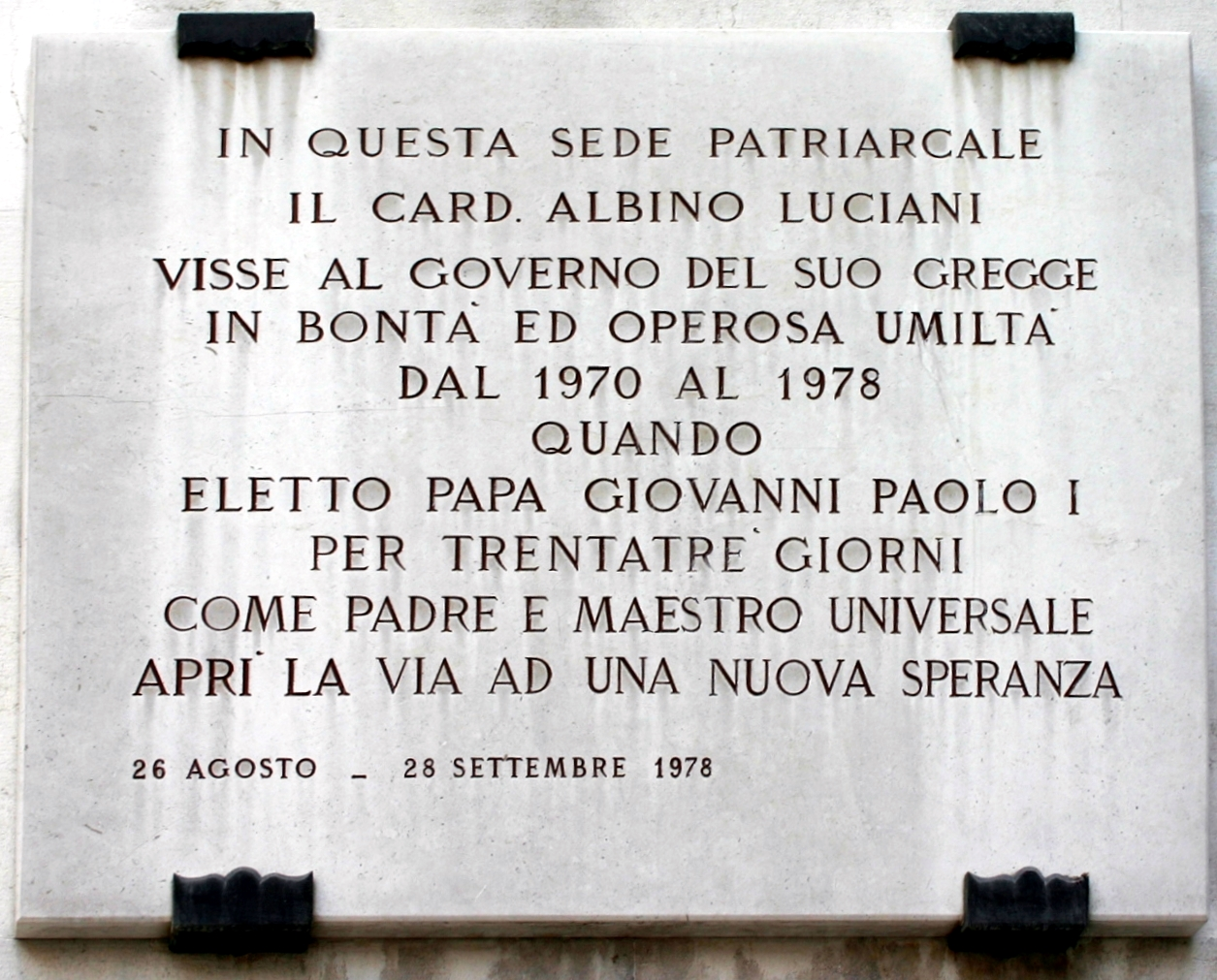
Placa conmemorativa de Luciani como patriarca de Venecia.

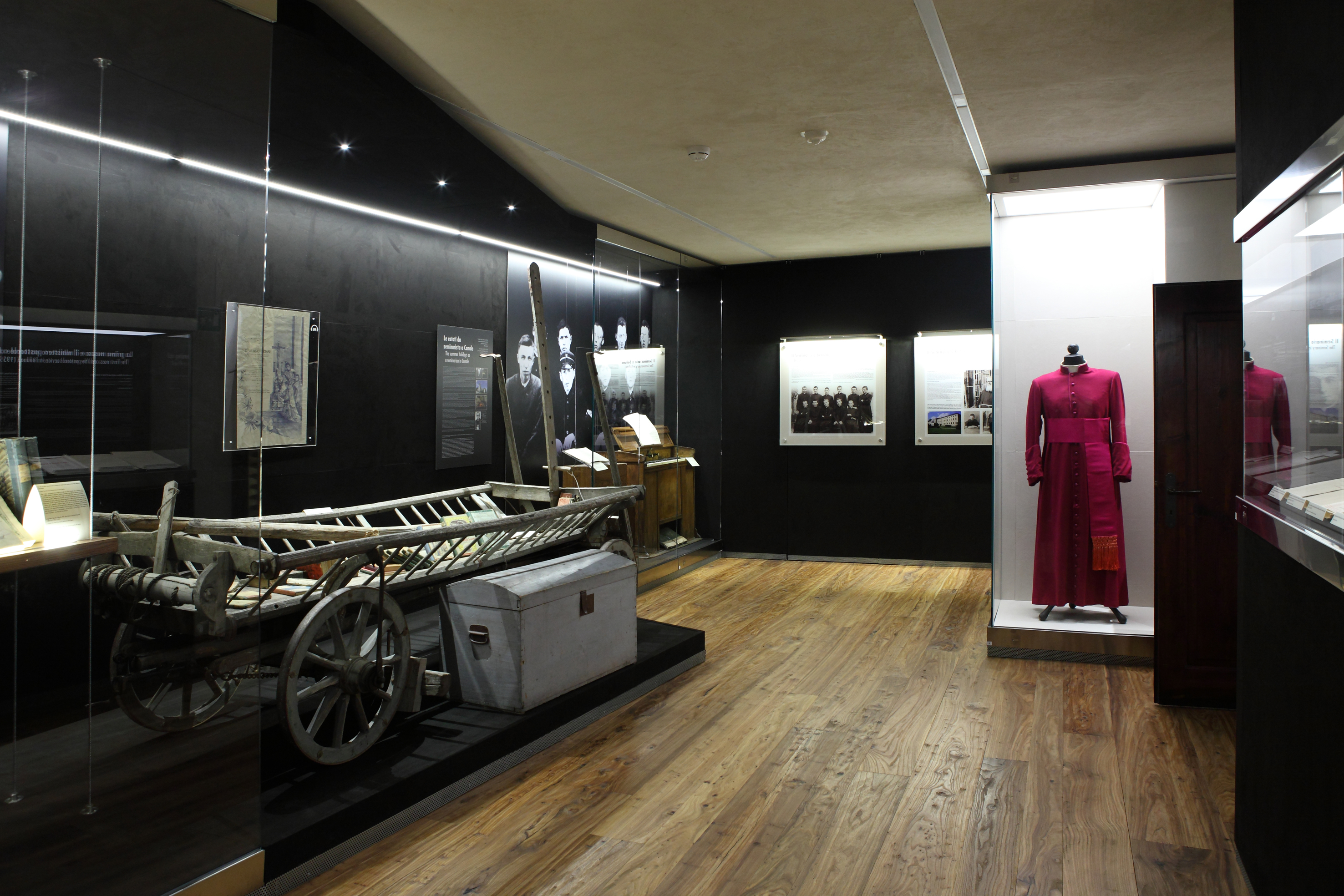
MUSAL - Museo Albino Luciani

El proceso de canonización de Juan Pablo I comenzó formalmente en 1990 con la petición de 226 obispos brasileños, entre ellos cuatro cardenales.
El 26 de agosto de 2002, cuando se cumplían 24 años de la elección de Juan Pablo I, el obispo Vincenzo Savio anunció el inicio de la fase preliminar de reunión de documentos y testimonios para comenzar el proceso de canonización. El 8 de junio de 2003, la Congregación para las Causas de los Santos dio su aprobación y el 23 de noviembre, el proceso se inauguró formalmente en la Basílica Catedral de Belluno, a cargo del cardenal José Saraiva Martins.
La investigación en la diócesis concluyó el 11 de noviembre de 2006 en Belluno. En junio de 2009, la Santa Sede comenzó la fase "romana" del proceso de beatificación de Juan Pablo I, basándose en la curación supuestamente milagrosa de Giuseppe di Altamura Denora, quien afirmó haber sido curado de cáncer por intercesión del Juan Pablo I. En 2015, una investigación oficial por parte de la Santa Sede terminó rechazando que la curación se haya tratado de un milagro.
El 26 de agosto de 2015, 37.º aniversario de la elección de Luciani como pontífice, Giuseppe Andrich obispo de Belluno-Feltre aseguró que por primera vez en la historia de la Iglesia, un papa da testimonio de la causa de beatificación de otro papa, refiriéndose a Benedicto XVI. El 9 de noviembre de 2017 el papa Francisco aprueba el decreto que declara venerable a Juan Pablo I por el que reconoce sus virtudes heroicas.

### Beatificación
El 13 de octubre de 2021 el papa Francisco autorizó a la Congregación para las Causas de los Santos a promulgar un decreto por el cual se reconoce un milagro atribuido a la intercesión de Juan Pablo I en la curación de una niña de once años en Buenos Aires el 23 de julio de 2011. La beatificación se llevó a cabo el 4 de septiembre de 2022, en una celebración en la Plaza de San Pedro.
Para su canonización, será necesario un segundo milagro.

## En la cultura popular
- En el segundo cuento llamado "La santa" del libro "Doce cuentos peregrinos" del Nobel de Literatura 1982 Gabriel García Márquez, se hace alusión a la muerte de Albino Luciani.
- En 2006, la RAI produjo una miniserie titulada Juan Pablo I, la sonrisa de Dios, protagonizada por Neri Marcorè como Albino Luciani.
- La canción Hey! Luciani del grupo inglés The Fall habla sobre Juan Pablo I.
- La canción de Patti Smith Wave habla sobre Luciani, y su álbum Wave está dedicado a él.
- La película El padrino III hace una referencia encubierta a la hipótesis de que su muerte fue provocada (según declaraciones de Francis Ford Coppola en el DVD de la misma). Después de que un secretario entra a su habitación a darle una taza de té, que "le ayudaría a conciliar el sueño", el papa duerme tranquilamente, pero más tarde, cuando una monja que forma parte de la servidumbre papal entra a la misma habitación y trata de despertarlo, descubre que yace sin vida.
- La novela del escritor portugués Luis Miguel Rocha titulada La Muerte del Papa y publicada en 2008, sostiene la teoría de que Juan Pablo I fue asesinado.
- El ensayo del escritor Eric Frattini titulado "La Santa Alianza, cinco siglos de espionaje vaticano" y publicada en 2004, relata de forma pormenorizada las últimas horas del papa y muestra todas las versiones que hay sobre la extraña muerte del sumo pontífice.
- La novela The Company: una historia sobre la CIA, de Robert Littell, muestra la muerte de Juan Pablo I como un asesinato ordenado por la KGB.
- El libro de David Yallop titulado In God's Name ("En nombre de Dios") desarrolla las teorías que apuntan al asesinato de Juan Pablo I.
- En el libro Ángeles y demonios del escritor Dan Brown se especula con otro nombre que el papa asesinado es Juan Pablo I.
- El guion teatral El Candidato de Dios del mexicano Luis Basurto habla sobre el último día de vida de Juan Pablo I, dejando en el aire la posibilidad de un crimen encubierto.
- En el libro de Stefania Falasca titulado "Papa Luciani, Crónica de una muerte" se relata con entrevistas y testimonios que el papa murió muy probablemente a causa de un infarto fulminante, y se desecha la teoría del asesinato.
- Plegaria por un Papa envenenado, novela del escritor colombiano Evelio José Rosero, en la que recrea los eventos previos al corto pontificado de Albino Luciani, su faceta más humana y la realidad mezquina del clero de su época que pretendió enfrentar.